# Florida (tỉnh)
Florida Florida là một tỉnh của Uruguay. Tỉnh này có diện tích
10.417 km², dân số là 68.181 người. Tỉnh lỵ đóng ở Florida.

## Thông tin dân số
Theo điều tra dân số năm 2004, có 68.181 người và 21.938 hộ trong tỉnh này. Số người bình quân mỗi hộ là 3,1. Cứ mỗi 100 nữ giới, có 100,4 nam giới.
- Tỷ lệ tăng dân số: 0,071% (2004)
- Tỷ lệ sinh: 14,53 số người được sinh/1000 người (2004)
- Tỷ lệ tử vong: 10,08 số người chết/1000 người
- Tuổi bình quân: 33,2 (31,8 Nam giới, 34,5 Nữ giới)
- Tuổi thọ bình quân(2004):

- Tỷ lệ con/bà mẹ: 2,17 con/bà mẹ
- Thu nhập đầu người ở thành thị (các thành phố có 5.000 người hoặc hơn): 5.207,6 peso/tháng

### Các trung tâm đô thị chính
(Các thị xã hoặc các thành phố với 1000 dân đăng ký hoặc hơn - - số liệu từ cuộc điều tra dân số năm 2004, trừ phi nêu khác đi)
| Thành phố/Thị xã | Dân số |
| ---------------- | ------ |
| Cardal           | 1.290  |
| Casupá           | 2.668  |
| Cerro Colorado   | 1.336  |
| Florida          | 32.128 |
| Fray Marcos      | 2.509  |
| Nico Pérez       | 1.049  |
| Sarandí Grande   | 6.362  |
| 25 de Agosto     | 1.794  |
| 25 de Mayo       | 1.845  |

Bản mẫu:Departments of Uruguay